# Темкин-Ростовский, Иван Васильевич
Князь Иван Васильевич Темкин-Ростовский (ум. 1572) — русский военный и государственный деятель, опричный воевода во времена правления Ивана IV Васильевича Грозного.
Из княжеского рода Тёмкины-Ростовские. Единственный сын боярина и воеводы князя Василия Ивановича Темкина-Ростовского (ум. 1572).

## Биография
В 1565 году — второй воевода большого полка в Калуге. В сентябре 1570 года после ухода с берега «больших» воевод, был оставлен «из опричнины» в Тарусе с князем Михаилом Темрюковичем Черкасским в большом полку вторым воеводой. В этом же году второй воевода Большого полка в Калуге.
В 1571 году князь И. В. Темкин-Ростовский командовал сторожевым полком во время нашествия крымского хана Девлет Герая на южнорусские земли. В 1572 году — первый воевода большого полка «на берегу». Несмотря на своё стремительное продвижение по служебной лестнице и постоянные милости Ивана Грозного, в том же году был казнён по царскому приказу, вместе со своим отцом. Его имя занесено в синодик опальных людей Ивана Грозного на вечное поминовение.
По родословной росписи показан бездетным.

## Критика
Несмотря на общеизвестные упоминания в источниках о казни в 1572 году князя Ивана Васильевича (в поколенной росписи другого князя Ивана Васильевича — нет), в родословной книге М. Г. Спиридова, имеются дальнейшие его службы: в 1575 году воевода в Алатыре. В 1598 году первый воевода в Копорье, в декабре получил царское повеление не пропускать шведов и лифляндцев через Российские области из Нарвы в Абов и из Абова в Нарву. В 1602 году воевода в Иван-городе.